# 森川眞行
森川 眞行（もりかわ まさゆき、1958年9月17日 - ）は、WEBデザイナー。大阪府茨木市出身。大阪学院大学高等学校卒、大阪芸術大学美術学科彫塑専攻卒。17年間グラフィックデザイナーを務めた後、関西DTP協会を設立し初代会長に就任。タワーズ株式会社取締役を経て1993年にフリーランスとなる。1996年にフリー素材サイト『G-TOOL』が人気を博す。2004年よりアンカーテクノロジー株式会社プロデューサーとして、業務と平行してアックゼロヨンを立ち上げ、日本のアクセシビリティに貢献する。また同年より多摩美術大学情報デザイン学科に於いて教育にも関わっている。
2006年アンカーテクノロジー株式会社を退社。アックゼロヨンを継承しつつ、「日本語のウェブの質を向上させよう」をスローガンにした日本ウェブ協会を設立し、理事長に就任している。2006年5月より、株式会社BAメガパワーズの取締役プロデューサーに就任。麻布十番でロックバー「シリコンカフェ」経営

## 書籍
- 一撃必殺!FIREWORKS2
- おしえて!!FIREWORKS MX2004 毎コミおしえて!!シリーズ
- できるDreamweaver MX 2004 Windows XP対応 できるシリーズ
- FIREWORKS徹底解析―Webグラフィック作成術
- おしえて!!FIREWORKS 8 毎コミおしえて!!シリーズ
- Dreamweaver4ビュンビュンテクニック アスキー（ムック/共著）